# بمان مادر
«بمان مادر» تک ترانه‌ای است که در دو اجرای مجزا توسط عارف و داریوش اقبالی اجرا شده است. داریوش اقبالی این آهنگ را در آلبوم خاک خسته (۱۳۶۸) منتشر کرده است. این ترانه بر پایه شعری از نادر نادرپور است که  ابتداء با عنوان شهادت در بهمن ۱۳۴۰ سروده شده بود. بابک افشار با تغییرات و اضافاتی که به نادرپور پیشنهاد داد، شعر را برای این ترانه و پاسداشت هزاران نوجوان کشته شده در جنگ ایران و عراق بکار گرفت.